# Lomographa circumvallaria
Lomographa circumvallaria là một loài bướm đêm trong họ Geometridae.